# Hiroyuki Takahashi
Hiroyuki Takahashi (Chiba, 6 mei 1983) is een voormalig Japans voetballer.

## Carrière
Hiroyuki Takahashi speelde tussen 2002 en 2003 voor Tokyo Verdy.